# Lill-Öravattnet, Medelpad
Lill-Öravattnet är en sjö i Sundsvalls kommun i Medelpad och ingår i Selångersåns huvudavrinningsområde.